# Sticocit
Sticocitele sau stichocitele  sunt celule glandulare mari aranjate în 1-3 rânduri de-a lungul porțiunii posterioare glandulare a esofagului viermilor paraziți din ordinul Trichocephalida. Un por conectează fiecare sticocit cu lumenul esofagului capilar, încorporat într-o invaginația a lanțului de sticocitelor. Sticocitele conțin mitocondrii, numeroase aparate Golgi și granule secretorii (α sau β), denotând o funcție secretorie a lor. Totalitatea sticocitelor formează sticosomul.